# Geesthacht
Geesthacht (en baix alemany Geesthacht) és una ciutat de l'estat federal de Slesvig-Holstein a Alemanya. Fins a la publicació de la Llei de l'àrea metropolitana d'Hamburg del 1937 va pertànyer a Hamburg. Té una superfície de 33,19 km² i comptava al desembre del 2015 amb 30.030 habitants. El 2010 eren 29.098, un creixement de 3,2% en cinq anys.

## Geografia
Geesthacht és al marge dret de l'Elba que forma la frontera entre Slesvig-Holstein, Hamburg i la Baixa Saxònia, a una cresta arenosa del geest, un terra poc fèrtil. Fins a Geesthacht, uns 160 km terra endins des de l'estuari, l'Elba està sotmès al moviment de la marea.

## Història

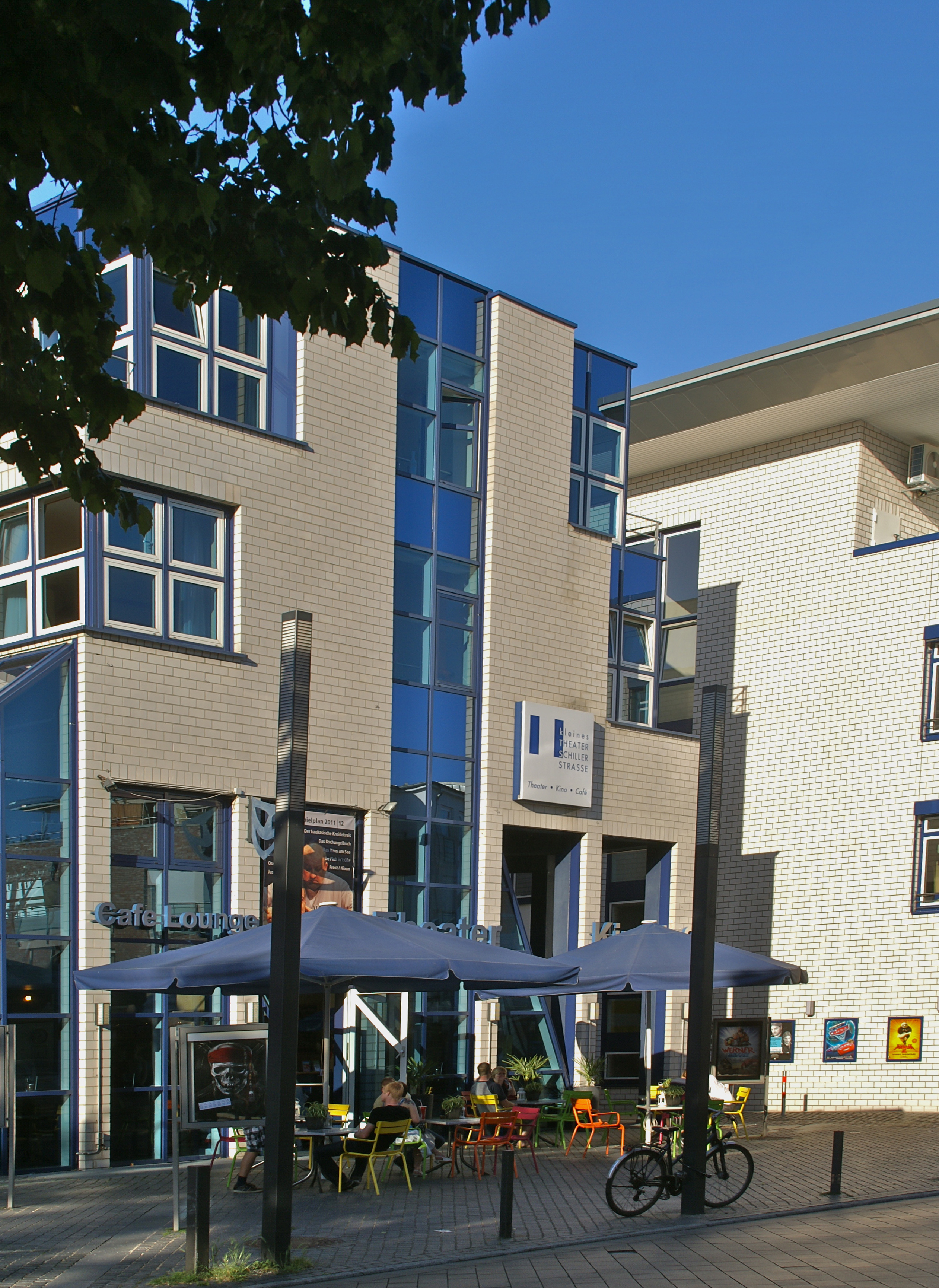
Petit teatre municipal del carrer Schiller

A la cresta del geest al nucli de Grünhof, el 1932 va excavar-se un túmul. Ja el 800 s'esmenta una església i el primer esment escrit d'un lloc habitat Hachede data del 1216. El llit de l'Elba va canviar-se i el lloc va escindir-se en dues parts: Geesthacht (= Hacht del Geest) i Marschacht (= Hacht dels prats humids), ara a Baixa Saxònia a l'altre marge del riu. Després del tractat de Perleberg del 1420, Geesthacht passà dels ducs de Lauenburg al condomini de les ciutats hanseàtiques de Lübeck i Hamburg fins que el 1868, Hamburg adquirí la totalitat dels drets.
Des del 1865, Alfred Nobel va començar a construir una primera fàbrica de glicerina. És allà que va inventar la dinamita en mesclar nitroglicerina amb diatomita. Al lloc dit de Krümmel va construir la primera fàbrica de dinamita al món. La industrialització va contribuir a la creació d'una primera organització social-democràtica el 1886.

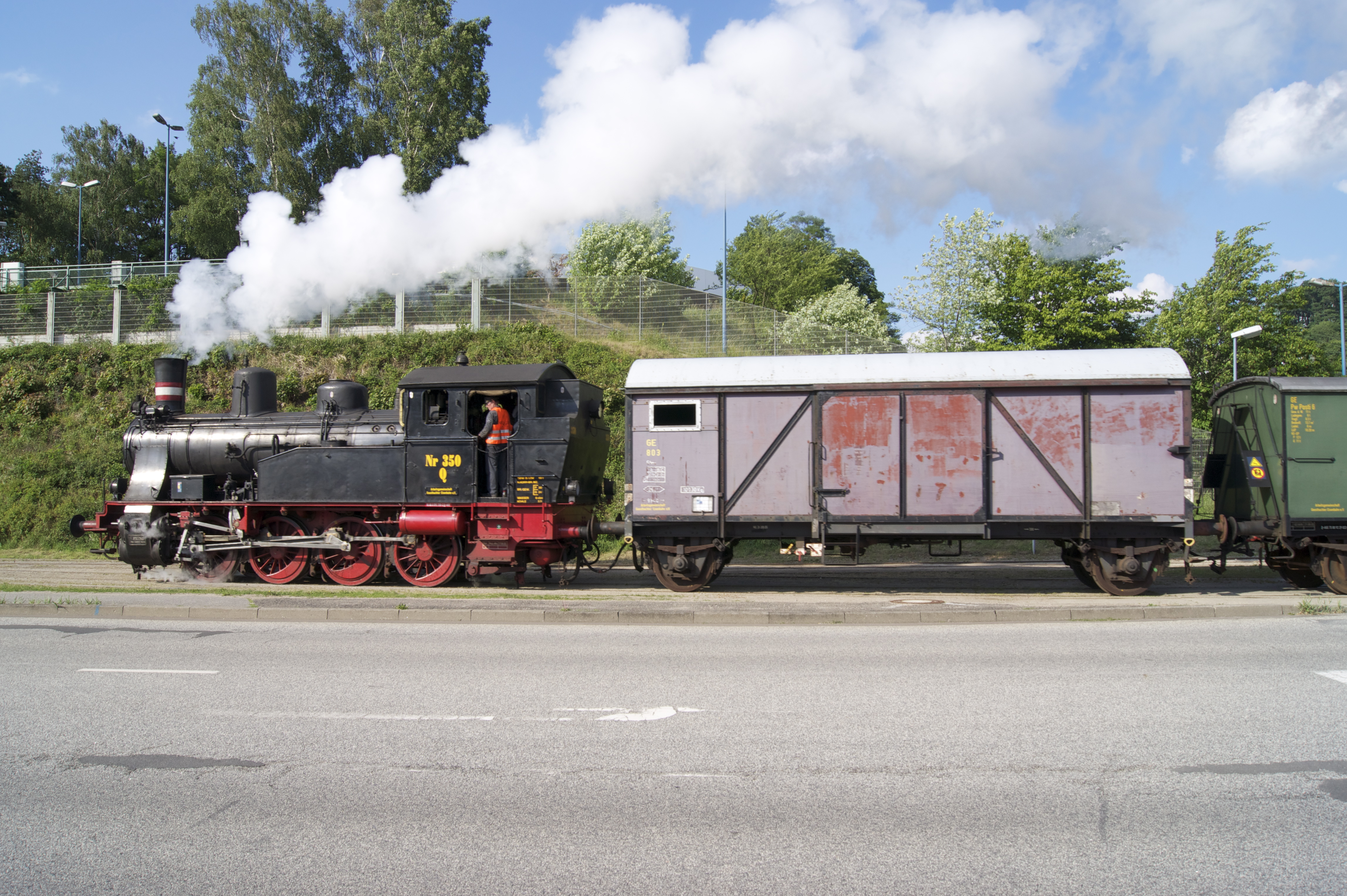
Tren històric davant la central nuclear de Krümmel

El 1906 s'inaugurà el ferrocarril de Bergedorf a Geesthacht, des del 1953 el transport de passatgers va parar i només serveix per al transport de mercaderies i uns trens històrics.
Després de la primera guerra mundial els partits d'esquerra van obtenir fins a 44% dels vots, el que explica el seu malnom de Klein-Moskau (Moscou petit). El 2 de gener de 1924, el senat d'Hamburg va atorgar-li els drets de ciutat. Un gran incendi va destruir quasi tot el centre històric el 1928. El 1937 el territori es transfereix al districte del Ducat de Lauenburg de la província prussiana de Slesvig-Holstein. Després de la Segona Guerra Mundial la població va introduir a la cort constitucional federal una petició per a tornar a Hamburg, però va perdre el plet al 19 d'abril de 1956.
El 1986 un incident va tocar el centre de recerques d'aplicació de l'energia nuclear per a la navegació Helmholtz. La radiació radioactiva va augmentar força a l'entorn. L'explicació de les causes de l'incident queda controvertida entre la versió oficial, una efusió excedentària de radó natural i altres versions que parlen d'un incendi i de la dispersió de partícules de combustible nuclear. Tot i això, una incidència augmentada de casos (19) de Leucèmia queda inexplicada fins avui. Krümmel també va obtenir una central nuclear el 1984 que després d'avaries repetides des del 2007 va haver d'aturar la producció. El 2011, el govern federal alemany va decidir de parar-la per sempre.

## Economia
La ciutat va perdre moltes de les seves indústries tradicionals: la fàbrica de dinamita, la central nuclear… A l'entorn del port de l'Elba, va crear un polígon industrial nou. Pel projecte «Geesthacht d'Elba» l'ajuntament vol connectar el nucli històric al riu i crear una nova dinàmica urbanística.
El petit port fluvial a l'entorn de la resclosa podria obtenir un paper més important si el projecte de desenvolupar el trànsit fluvial a l'Elba es realitza. Avui, encara no hi ha un acord entre els defensors de l'economia i els defensors de l'ecologia al curs mitja del riu, que és un biòtop i reserva natural reconegut per la UNESCO.

## Cultura i llocs d'interès
- El museu municipal, l'edifici més gran de la ciutat
- La central nuclear de Krümmel
- La central hidroelèctrica reversible
- La resclosa a l'Elba
- L'església del Salvador
- La presa i l'escala de peix
- L'antiga torre d'aigua de Krümmel
- L'antiga torre d'aigua per ferrocarril AKN

## Persones

### nascudes a Geesthacht
- Wilhelm Bergner (* 1835–1905), fabricant
- August Ziehl (1881–1965), polític
- Rudolf Basedau, (1897–1975), polític
- Joachim Ritter (1903–1974), filòsof
- Karl-Heinz Warnholz (* 1944), polític
- Uwe Harden (* 1952), polític
- Thomas Kleemann, (*1954), pintor
- Frank Peterson (* 1963), Music
- Olaf Schulze (* 1967), Polític
- Michael Meziani (* 1967), actor
- Hauke Harms (* 1961), científic
- Christel Oldenburg (* 1961), historiadora

### relacionades amb Geesthacht

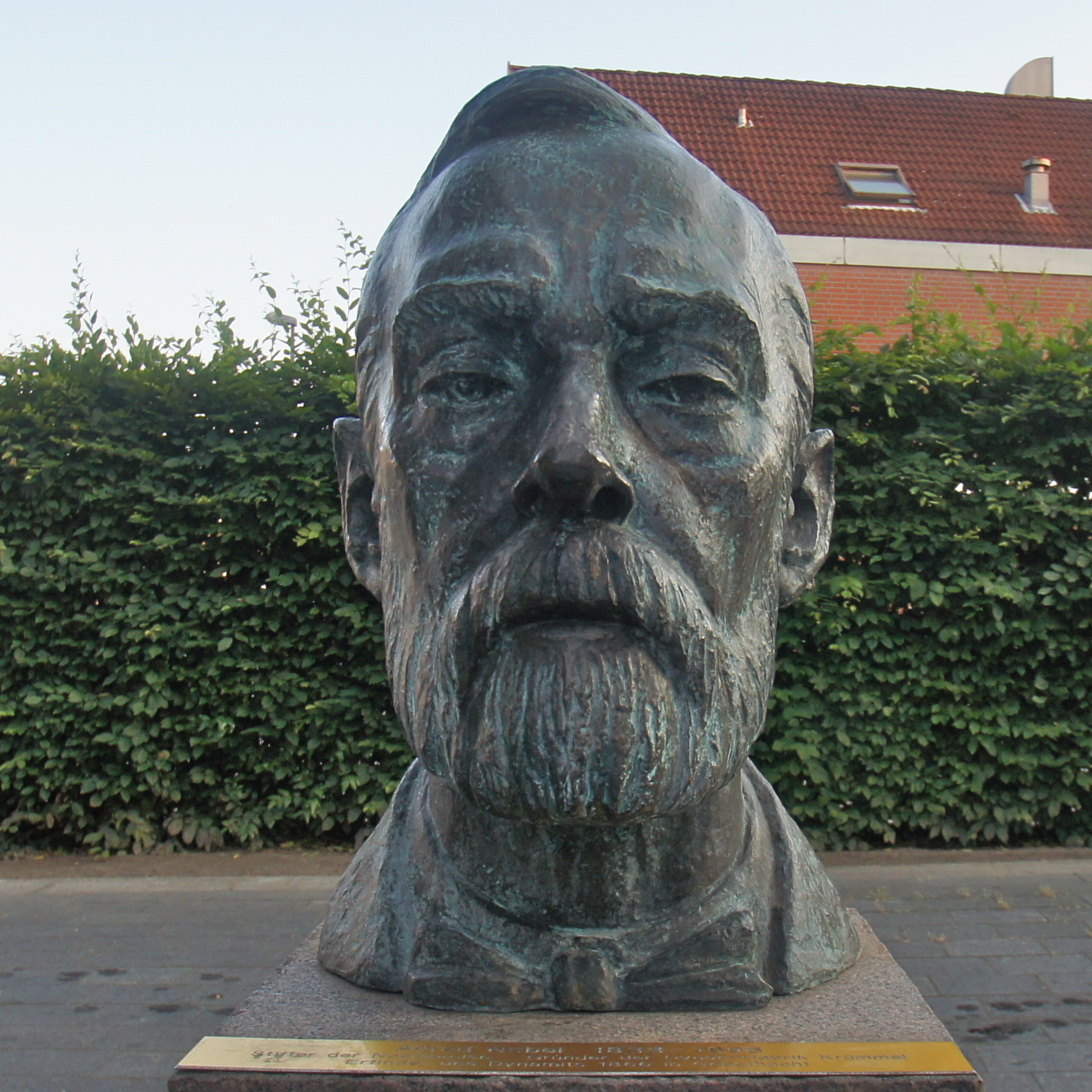
Bust de bronze d'Alfred Nobel davant del museu de Geesthacht

- Alfred Nobel (1833-1896), inventor, químic i fabricant
- Johann Friedolf Wahlgreen (1855–1941), polític i sindicalista
- Albert Bülow (1883–1961), polític
- Fritz Rienecker (1897–1965), publicista, teòleg
- Uwe Barschel (1944–1987), ministre-president
- Thomas Wüppesahl (* 1955), polític
- Uwe Bahn (* 1958), moderato de la NDR
- Gerd Knesel (mort el 1992 a Geesthacht), cantautor

## Ciutats agermanades
- - Hoogezand-Sappemeer, Països Baixos
- - Oldham, Regne Unit terminat el 2004
- - Plaisir, França
- - Kuldiga, Letònia